# Paweł Kal
Paweł Kal (Kielce, 9 luglio 1989) è un ex calciatore polacco, di ruolo difensore.